# مسجد مريم البتول
مسجد مريم البتول (بالعربية: مسجد مريم البتول)، أي "مسجد مريم العذراء، المعروف أيضًا باسم مسجد باولا أو مسجد كورادينو هو مسجد يقع في باولا (مالطا). تم وضع الحجر الأساس للمسجد من قبل الزعيم الليبي معمر القذافي في 1978، وفتحت أبوابه للجمهور في 1982، وتم افتتاحه رسميًا في 1984. كان النطاق الأولي للبناء هو خدمة المسلمين في مالطا، وتعزيز الإسلام السني بين المجتمع المالطي.
على الرغم من وجود عدد من أماكن العبادة الإسلامية الأخرى في مالطا، مسجد مريم البتول هو المبنى الوحيد المعترف به رسميًا والمصمم كمسجد في البلاد، لذلك يشار إليه بالعامية باللغة المالطية باسم (il-Moskea: أي "المسجد"). وقد تم اقتراح بناء مساجد أخرى.

## التاريخ
تم بناء المسجد على تل كورادينو، بالقرب من خطوط كورادينو ومعبد كوردين الثالث الصخري.
بدأ بناء المسجد في 1978، وانتهى في 1982؛ عندما تم افتتاحه للجمهور. تم افتتاح المسجد رسميًا في 1984 من قبل معمر القذافي، عندما وقعت مالطا وليبيا على معاهدة "الصداقة والتعاون. تم منح المسجد والمركز الإسلامي حصانة دبلوماسية من قبل الحكومة المالطية. ساهم معمر القذافي بشكل مباشر في المشروع عن طريق شراء الأرض وتمويل بناء المسجد جزئيًا.
يقع المسجد على جانب طريق دوم مينتوف (طريق كورادينو سابقًا)، وتديره جمعية الدعوة الإسلامية العالمية (WICS). تم بناؤه خلال فترة ولاية رئيس الوزراء دوم مينتوف في منصبه خلال الموجة الأولى من العلاقات الإقتصادية الليبية المالطية. كما ساهمت حكومة مالطا، برئاسة رئيس الوزراء دوم مينتوف، في بناء المسجد. تبلغ تكلفة المسجد والمئذنة حوالي 900000 ليرة مالطية.

## أنظر أيضا
- الإسلام في مالطا
- العلاقات الليبية المالطية
- الدين في مالطا